# Erich Schnake
Álvaro Erich Schnake Silva (Chillán, 22 de julio de 1930-Santiago, 22 de noviembre de 2005) fue un abogado y político chileno, miembro del Partido Socialista (PS) y luego fundador del Partido por la Democracia (PPD), del cual ejerció como presidente entre 1990 y 1992. Se desempeñó como diputado de la República en representación de la 7ª Agrupación Departamental de Santiago durante el periodo legislativo 1969 y 1973. Luego, fue elegido como senador representando a la 6ª Agrupación Provincial de Curicó, Talca, Maule y Linares, cargo que fungió entre mayo y septiembre de 1973.

## Biografía

### Familia
Nació en Chillán, el 22 de julio de 1930, hijo de Enrique Schnake Vergara (de ascendencia alemana) y Marina Silva Maturana, exdirectora del Liceo N.° 1 de Niñas de Santiago.[cita requerida] Por parte paterna era sobrino de Óscar Schnake importante dirigente político socialista de mediados del siglo XX.
Se casó en cuatro ocasiones: primero en 1954 con Hilda Schnake Padilla, con quien tuvo tres hijos. En segundas nupcias en 1960 con Margot Guillermina Neale Marín, con quien tuvo otros cuatro hijos. Luego, en terceras nupcias en 1977 con la psicóloga María del Pilar Walker Gana
, con quien tuvo un hijo; y por último en cuartas nupcias con Florencia Díaz García-Huidobro, con quien tuvo tres hijos. En total procreó once hijos todos militantes del PPD, entre los que destacan: Alfonso Javier, Erika, Hilda Viviana, María Loreto (politóloga, que fue concejala de Santiago entre 2008 y 2012), Andrea, Felipe (supervisor), Francisca, Hermann Amadeus y Erich, quien fuera subsecretario de Minería durante el segundo gobierno de Michelle Bachelet.

### Estudios y vida laboral
Realizó sus estudios primarios y secundarios en el Liceo José Victorino Lastarria y en el Liceo Experimental Manuel de Salas, ambos de Santiago. Continuó los superiores en la carrera de derecho en la Universidad de Chile, donde se tituló de abogado en 1953 con la tesis Condiciones de seguridad en las faenas mineras.
Desde 1955 ejerció su profesión en Santiago, en materias de Derecho del Trabajo. También representó —como abogado— a los trabajadores de grandes sindicatos entre los que se cuentan el de Manufacturas de Cobre, Madeco; el de los Ferroviarios; los Panificadores, la ETC, Mademsa, el Banco Nacional y el Banco de Trabajo.
Fue miembro del Club de Abogados de Chile.

## Carrera política

### Inicios
Inició sus actividades políticas integrándose al Partido Socialista (PS), en 1945. Durante su época de estudiante universitario, participó en variadas funciones, como: delegado de la Facultad de Derecho ante la Federación de Estudiantes de la Universidad de Chile (FECh), entre 1950 y 1951; jefe de Núcleo de la Escuela de Leyes, entre 1950 y 1952; vicepresidente de la FECh, entre 1951 y 1952 y jefe de la Brigada Universitaria, entre 1952 y 1953; también fue presidente de la Asociación de Empleados del Ministerio de Minería, en 1955.
Una vez egresado de derecho, pasó a ser miembro del Comité Central de la Juventud Socialista (JS), entre 1953 y 1955; más adelante, en 1957, ocupó nuevamente este puesto. También en 1953, fue nombrado secretario del ministro de Hacienda y luego, en 1955, asumió como jefe de la Sección Técnica del Ministerio de Minería.

### Dirigente político, diputado y senador (1969-1973)

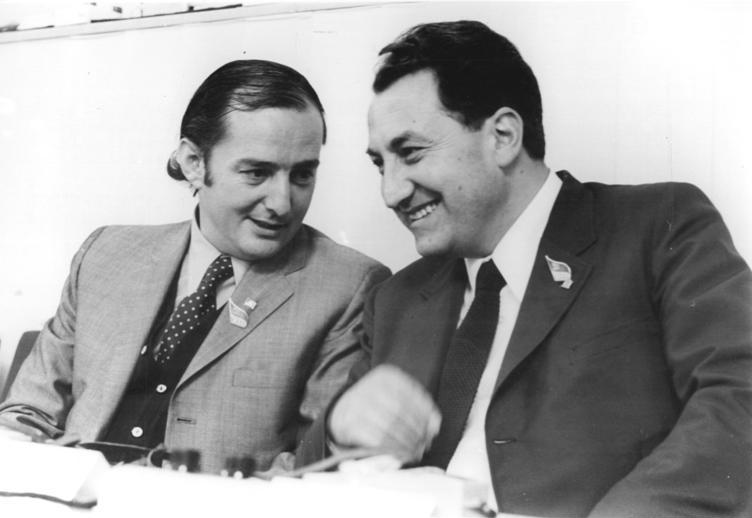
Erich Schnake (izquierda) junto a Alejandro Toro Herrera en 1971.

En las elecciones parlamentarias de 1969, fue elegido como diputado en representación de la Séptima Agrupación Departamental de Santiago, 1° Distrito, por el período legislativo 1969-1973; integró la Comisión Permanente de Constitución, Legislación y Justicia y la de Integración Latinoamericana; y la Comisión Especial Investigadora de las Actividades de la Empresa Italcambio en 1969.
Fue además, designado jefe de la brigada parlamentaria del PS, entre 1969 y 1970. Muy cercano al presidente Salvador Allende, miembro del Comité Central y la Comisión Política, fue el segundo hombre en jerarquía del Partido Socialista en la época de la Unidad Popular (UP).
En las elecciones parlamentarias de 1973, fue elegido como senador, con la primera mayoría nacional por la Sexta Agrupación Provincial de Curicó, Talca, Maule y Linares, por el periodo 1973-1981. Fue Senador reemplazante en la Comisión Permanente de Constitución, Legislación y Justicia y coautor de la ley de Nacionalización del Cobre (1973).
Destacado polemista, participó en los programas de televisión A tres bandas y A esta hora se improvisa. Fue encargado de medios de comunicación de masas y presidente de la Radio Corporación, coautor intelectual del documental Los Diálogos de América.[cita requerida]
Sin embargo, vio interrumpida su labor como parlamentario, debido al golpe de Estado del 11 de septiembre de 1973. El Decreto-Ley 27, de 21 de septiembre de ese año, disolvió el Congreso Nacional y declaró cesadas las funciones parlamentarias a contar de esa fecha.

### Prisión, tortura y exilio durante la dictadura militar
El golpe de Estado lo sorprendió en la Radio Corporación junto a locutores y periodistas como Sergio Campos, Miguel Ángel San Martín, Gustavo Adolfo Olate y el locutor y director regional de la cadena de Emisoras del Norte de Chile, Rodolfo Varela, donde llamó a defender al gobierno, hasta que la emisora fue bombardeada. Pocas horas después, acusado de «sedición y traición a la patria» fue arrestado y posteriormente detenido como prisionero político en el Campo de Concentración de Isla Dawson, junto con altos personeros del gobierno de la Unidad Popular, iniciando un largo recorrido por centros de detención y tortura: Academia de Guerra de la Fuerza Aérea (FACh), Cárcel Pública, Penitenciaría, Anexo Cárcel Capuchinos. El libro Y de improviso la nada, escrito clandestinamente en la Cárcel Pública, recoge impresiones y reflexiones de esta época. Fue calificado por la «Comisión Valech».
Luego de más de cuatro años de prisión y 2 procesos de la Armada y la FACh que lo condenaron a 25 años de presidio, producto de la presión internacional y de la actuación del líder español Felipe González como abogado defensor, la pena fue conmutada por el extrañamiento, debiendo partir al exilio, con "prohibición de ingreso a Chile". Nada más llegar a España se abocó al proceso de recomposición del Partido Socialista de Chile —que protagonizó una división en 1979—, a organizar las tareas de la solidaridad en Europa y al diseño de una salida política a la dictadura militar. Su postura, junto a Carlos Altamirano, Jorge Arrate, Jaime Suárez y Oscar Weiss, entre otros, fue clara: reivindicaban la autonomía del socialismo chileno —un socialismo democrático "crítico y creativo"—. En estos años colaboró, asimismo, como asesor del joven gobierno del Partido Socialista Obrero Español (PSOE), primero desde un gobierno municipal y después como jefe de gabinete del presidente de la Comunidad de Madrid. En este período desarrolla su pensamiento político en materia de democracia y descentralización.

### Retorno y actividad política en la nueva democracia
Retornó clandestinamente al país en 1984 y en 1987; en esta última ocasión, para participar en la «Segunda Asamblea Parlamentaria por la Democracia en Chile». Fue detenido por la Policía de Investigaciones de Chile (PDI) y abandonado en la cordillera, siendo rescatado por gendarmes argentinos. Finalmente, el 8 de septiembre de 1987 fue autorizado a permanecer definitivamente en el país.
A su regreso protagonizó la renovación del socialismo chileno, fue un actor importante de la transición y de la Concertación de Partidos por la Democracia. Cofundador del Partido por la Democracia (PPD), también fue presidente de esta colectividad entre 1990 y 1992 y vicepresidente en sucesivos años.

### Últimos años
En 2000 le diagnosticaron una fibrosis pulmonar idiopática, enfermedad terminal que lo llevó a tomar la decisión de someterse a un trasplante de pulmón en 2001 y a retirarse de la política activa.
Durante los últimos años se dedicó al ejercicio de la profesión, a la vida familiar, a la reflexión política con sus amigos y compañeros de causa, y a escribir sus memorias Schnake, un socialista con historia, que lanzó en 2004.
A la edad de 75 años, falleció en su casa habitación, en la comuna de Peñalolén, el 22 de noviembre de 2005.

## Historial electoral

### Elecciones parlamentarias de 1973
- Elecciones parlamentarias de 1973, candidato a senador por la Sexta Agrupación Provincial, Talca, Linares, Curicó y Maule, período 1973-1981.[5]

### Elecciones parlamentarias de 1989
- Elecciones Parlamentarias de 1989, candidato a senador por la Circunscripción 14, Araucanía Norte[6]

### Elecciones parlamentarias de 1993
- Elecciones Parlamentarias de 1993, candidato a diputado por el distrito 28 (Lo Espejo, Pedro Aguirre Cerda y San Miguel)[7]

### Elecciones parlamentarias de 1997
- Elecciones Parlamentarias de 1997, candidato a senador por la Circunscripción 4, Coquimbo[8]